# コンスタンス＝マリー・シャルパンティエ
コンスタンス＝マリー・シャルパンティエ（Constance-Marie Charpentier、結婚前の名: Constance Marie Blondelu、1767年4月4日 - 1849年8月3日）はフランスの画家である。

## 略歴
パリで最も古い通りのひとつのクール・デュ・コメルス＝サン＝タンドレの雑貨屋の娘に生まれた。1786年に父親が亡くなった後は店を売り、母親とコルドリエ通りに移った。1787年から版画家のヨハン・ゲオルク・ヴィレに絵を学び、その年の4月、ジャック＝ルイ・ダヴィッドの工房に入った。
1793年に革命家ジョルジュ・ダントンの妻のアントワネット・ガブリエル・ダントンの弟、フランソワ・ヴィクトル・シャルパンティエと結婚し、オデオン通りに住んだ。コンスタンスはダントンの肖像画も手掛けたと考えられる。
18世紀から19世紀にかけてフランスでは女性が歴史画や寓意画を描くことが禁じられ、男性画家がこのジャンルを独占していたが、シャルパンティエは自身を歴史画家と位置づけた。批評家から称賛を受け、奨励のため国が買い上げた『メランコリー（憂鬱）』(1801)は、フランスの女性画家の手による最初期の寓意画の1つと見られている。シャルパンティエは肖像画や風俗画でも人気を博し、作品のいくつかは、パリの版画家ルイ・フランソワ・マリアージュによって版画にされ出版された。1795年から1819年の間にいろいろな展覧会に13点の作品を出展している。1814年にパリのサロンで金メダルを受賞し、1821年にドゥエーの展覧会で現メダルを受賞している。
メトロポリタン美術館が1917年にジャック＝ルイ・ダヴィッドの作品として購入された人物画が、ダヴィッドの作品ではなくシャルパンティエの作品ではないかと議論されたことがある。20世紀末に結局この作品「シャルロット・デュ・ヴァル・ドーニュの肖像画」は同時代の女性画家、マリー＝ドニーズ・ヴィレールの作品と結論づけられたが、シャルパンティエの作品で別の男性画家の作品とされているものは幾つかあると考えられている。

## 作品

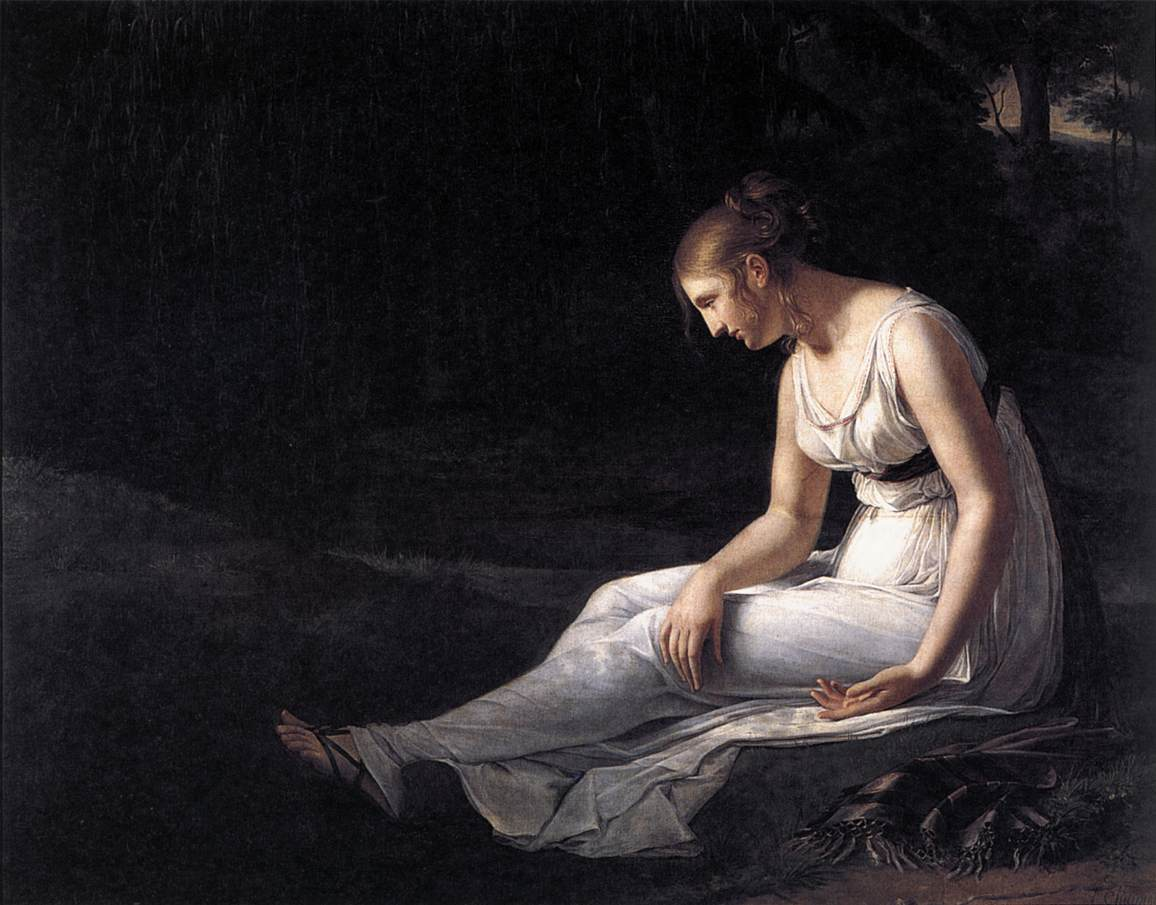
メランコリー(1801)
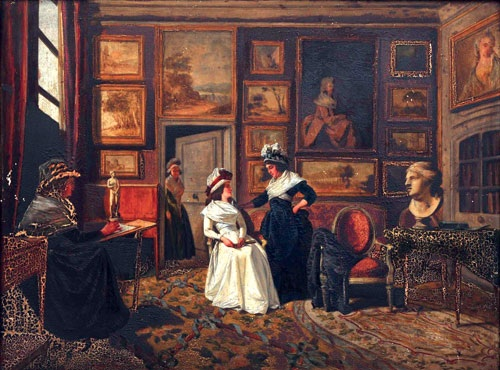
アトリエ(1800)
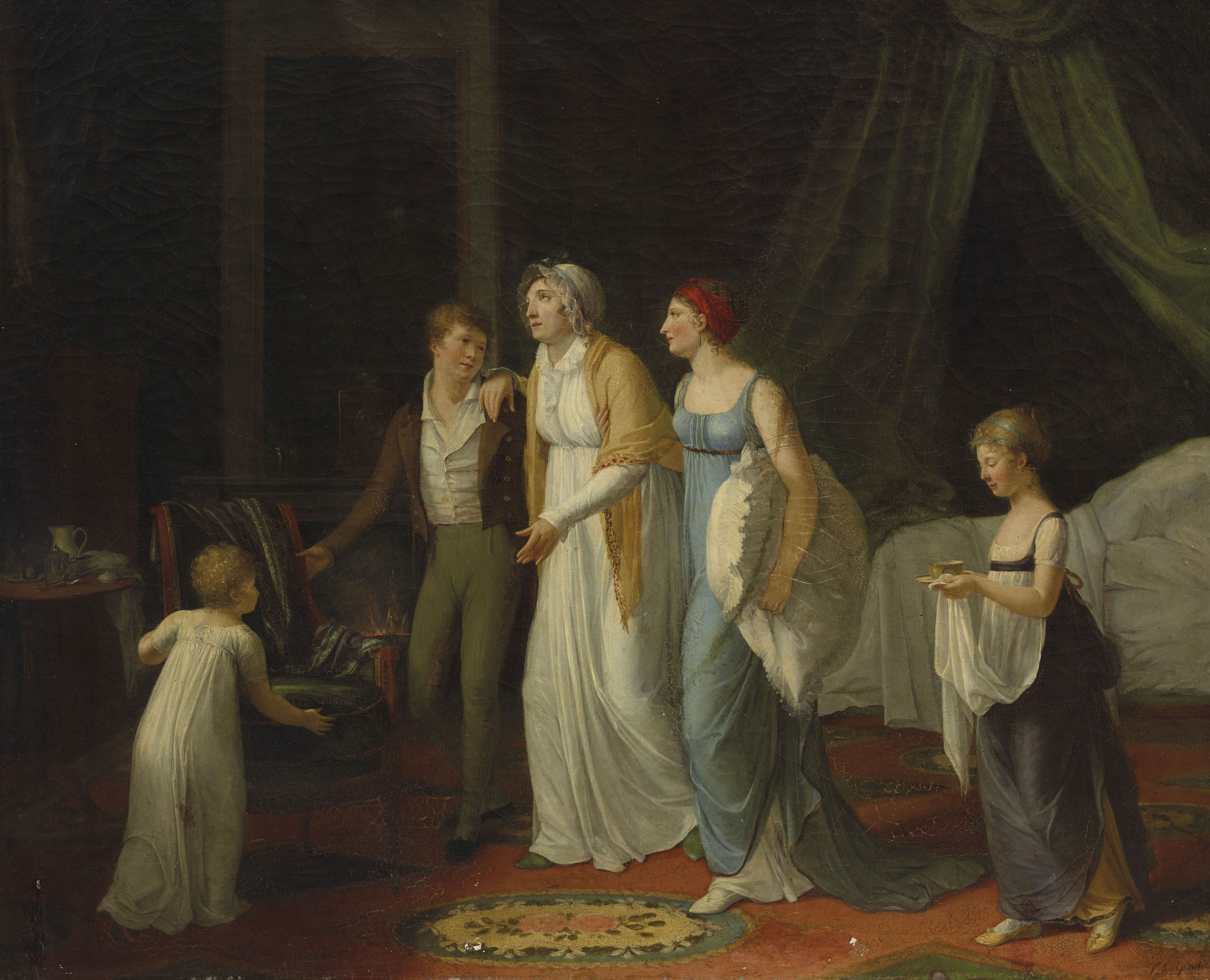
子供たちに支えられる母親

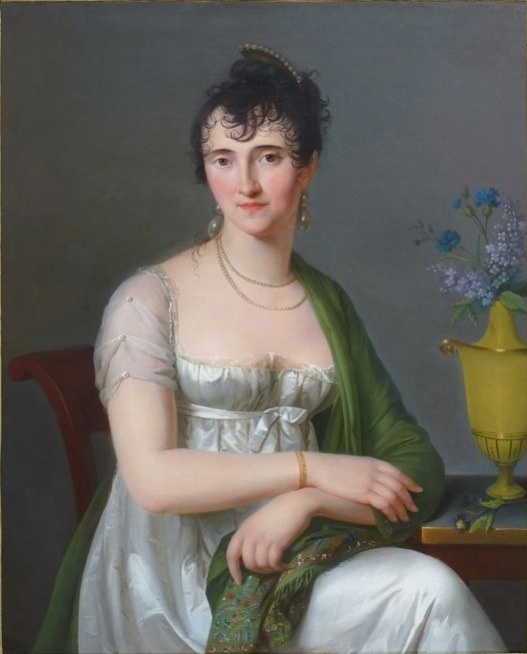
デュボワ男爵夫人
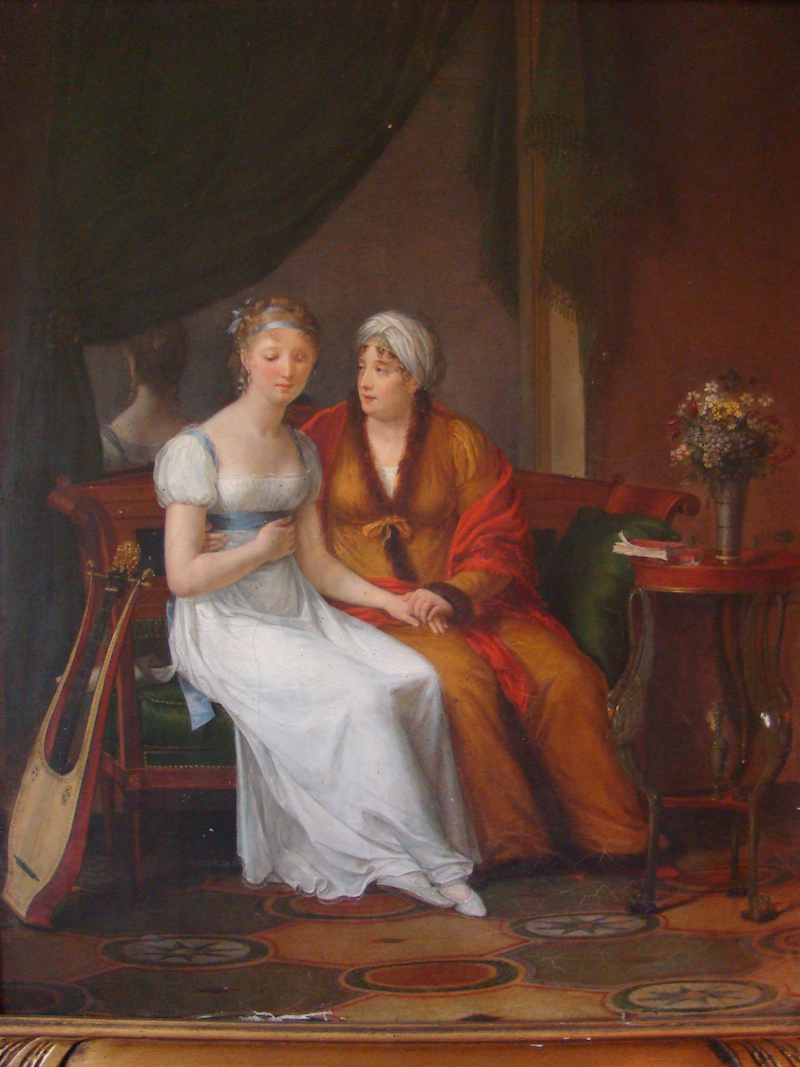
娘の相談を受ける母親
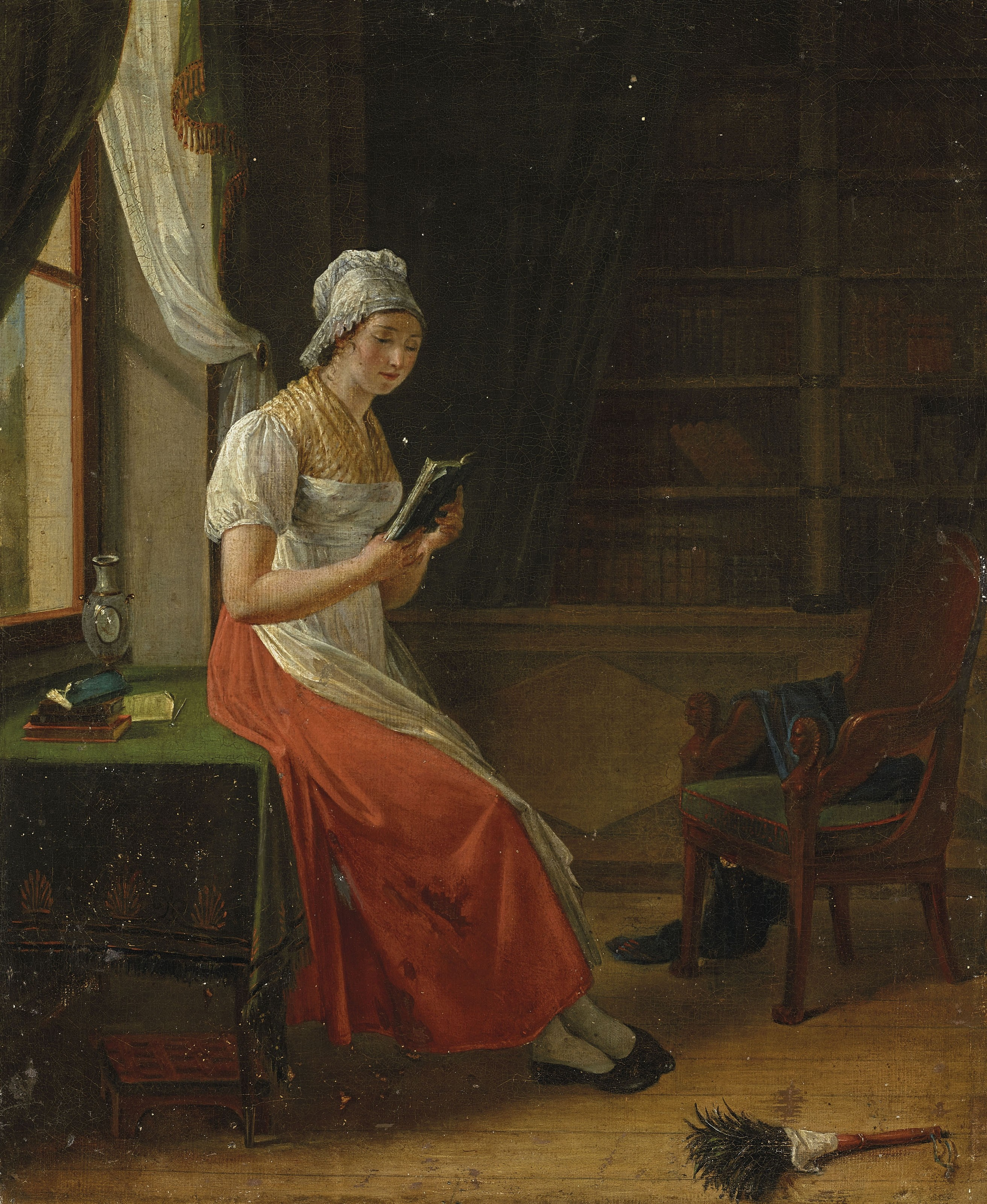
さぼっている女中
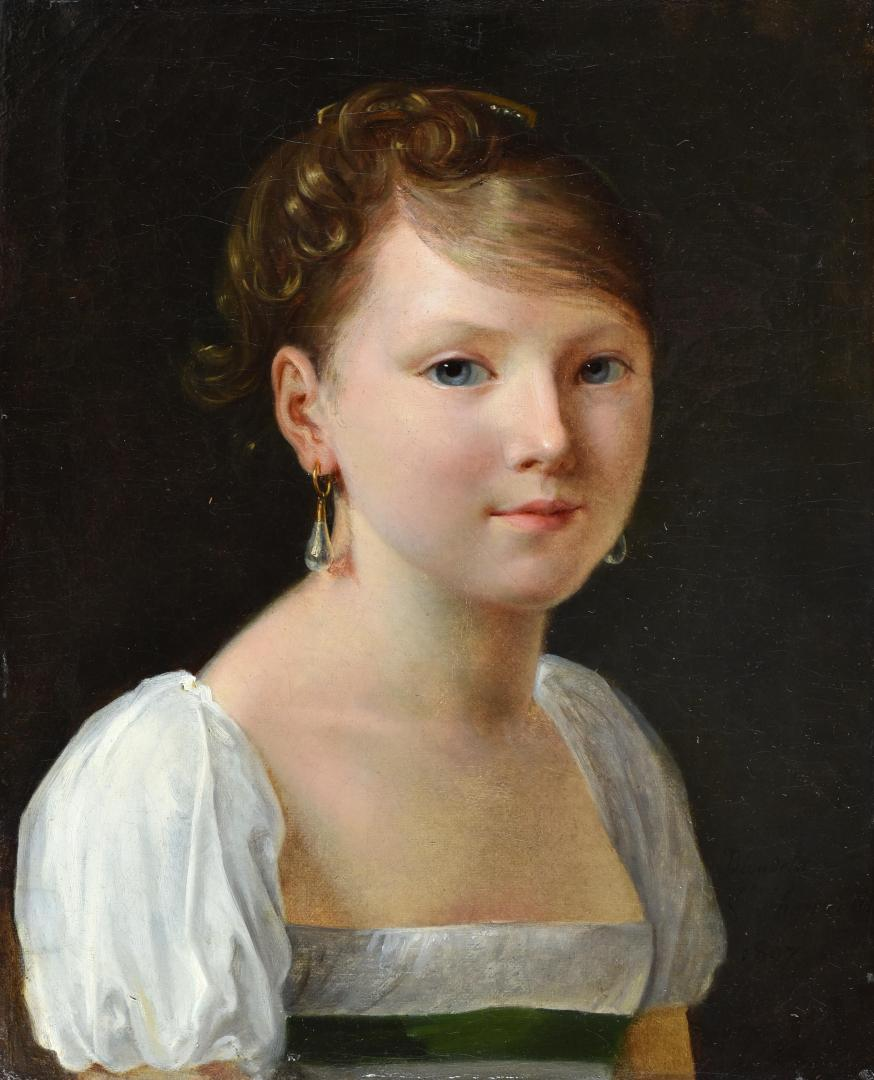
真珠を着けた女性